# Fingathing
I Fingathing sono un duo musicale di genere nu jazz/Hip Hop formatasi a Manchester nel 1999 a Manchester composto dal DJ Peter Parker e dal bassista Sneaky  Si caratterizzano per non avere veri e propri testi nelle loro canzoni. Le Loro canzoni più famose sono Walk in Space e Head 2 Head poiché sono presenti nella colonna sonora del gioco ufficiale della UEFA Champions League 2004-2005

## Discografia

### Album
- The Main Event (Grand Central Records, 2000)
- Superhero Music (Grand Central Records, 2002)
- And The Big Red Nebula Band (Ninja Tune, 2004)
- Time Capsule: The First Five Years of Fingathing (Grand Central Records, 2005)